# أمثال هولندية
أمثال هولندية هي لوحة زيتية رسمها بيتر بروخل الأكبر في عام 1559، اللوحة حالياً ضمن مقتنيات متحف جيملده جاليري في برلين.